# Stormbringer (juego de rol)

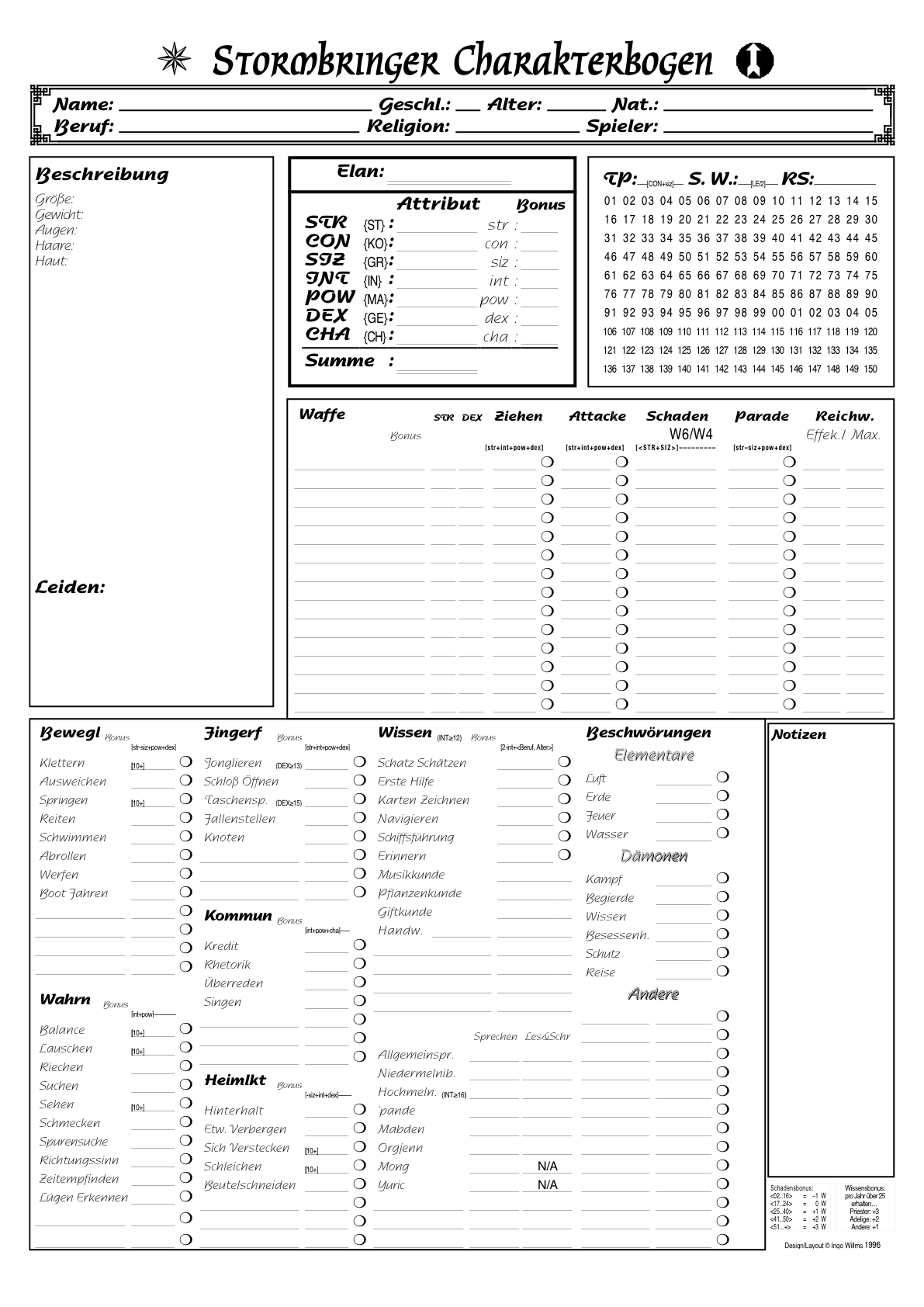
Hoja de personaje, en alemán, que describe las características de un personaje jugador del juego de rol Stormbringer

Stormbringer es un juego de rol ambientado en los Reinos Jóvenes, uno de los universos ficticios del escritor de fantasía épica Michael Moorcock. Fue creado y publicado por primera vez en Estados Unidos por la editorial Chaosium en 1981. Hasta la fecha el juego ha sido editado y reeditado cinco veces con el título Stormbringer (en 1981, 1985, 1987, 1990 y 2001) y una vez con el título Elric! (en 1993). En 2001 fue publicado Dragon Lords of Melniboné, un suplemento para el juego Elric! que permite jugar en el «multiverso» de Moorcock con el sistema d20.

## Historia del juego
Stormbringer hace parte de una serie de juegos de rol que nacieron cuando en 1979 Greg Stafford y Lynn Willis, de la editorial Chaosium, decidieron extrapolar el sistema de reglas de su juego de rol RuneQuest (1978) a un sistema resumido y genérico de reglas, el llamado sistema BRP (Basic Role-Playing). Stafford, en 1974, había obtenido el primer ejemplar del primer juego de rol (Dungeons & Dragons, 1974) en una época en que intentaba publicar y comercializar sus juegos de tablero ambientados en Glorantha. Para ello creó Chaosium en 1975, publicando juegos como White Bear and Red Moon. Chaosium no había entrado entonces todavía en el mundo del rol pero creaba suplementos para TSR, la editorial de Dungeons & Dragons, y cuando TSR le propuso a Stafford que creara un suplemento para que el sistema de Dungeons & Dragons pudiera ser jugado en Glorantha rechazó y decidió crear su propio juego de rol. En 1976 decidió reunir un equipo de personas que crearan el sistema de juego del que sería el juego de rol de Glorantha, y de ese primer trabajo surgió RuneQuest, publicado por primera vez en 1978. Al año siguiente Stafford se reunió con Lynn Willis para trabajar en una síntesis de las reglas de RuneQuest, un sistema genérico de juego de rol que pudiera ser aplicado a una infinidad de universos. Y así fue publicado Basic Role-Playing en 1980. A partir de entonces Chaosium publicó un gran número de juegos de rol basados en el sistema de BRP. El primero de ellos fue Stormbringer en 1981, pronto seguido en ese mismo año por La llamada de Cthulhu. No había sido difícil para Chaosium obtener los derechos de explotación del universo de Moorcock pues la editorial estadounidense ya tenía relaciones con el escritor británico desde 1977, año en el que Chaosium había publicado el juego de tablero Elric. De hecho el autor de Elric de Melniboné ha dado su aprobación oficial a todas las ediciones de Stormbringer que se han ido publicando hasta la fecha. Esta aprobación oficial aparece mencionada en cada uno de los manuales básicos de reglas así como en sus respectivos suplementos. En la actualidad el juego de rol Stormbringer ha sido publicado a lo largo de hasta cinco ediciones (1981, 1985, 1987, 1990 y 2001) además de la edición titulada Elric!, de 1993.

## Sistema de juego
- Stormbringer: el sistema de juego de Stormbringer es esencialmente el de Basic Role-Playing (1980), heredado a su vez (aunque simplificado) de RuneQuest (1978), pero con algunas diferencias. Por ejemplo los estados de herida grave, que definen el límite a partir del cual una herida es verdaderamente incapacitante para un personaje (con dos puntos de vida como máximo).

- Elric!: el sistema de juego de Elric! retoma de nuevo el sistema BRP de Stormbringer, pero es una renovación de muchas reglas y tablas, en él se han actualizado el trasfondo, el combate... y la magia ya no es tan tremendamente poderosa y asequible como lo es en Stormbringer. Con Elric! todos los actos de los personajes pueden afectar su relación con las fuerzas del multiverso. En resumen, Elric! aumenta la jugabilidad y el respeto con las ideas originales de las novelas. Además la edición española (Elric), que actualmente es en realidad una traducción de la quinta edición de Stormbringer, incluye el suplemento Dragon Lords of Melniboné en el mismo libro básico, conteniendo por tanto las reglas para jugar en el multiverso de Moorcock con el sistema d20.

## Universo de juego
Elric. Elric de Melniboné es el personaje más conocido de las novelas de Moorcock. Albino, extraño, sensible, reflexivo, heredero de un imperio, hechicero poderoso, débil... sobrevive gracias a artificios mágicos. Su vida cambia cuando se apodera de la espada demoníaca Stormbringer, espada habitada por un demonio que le permite "beber las almas" de aquellos a quienes mata, lo que permite a Elric alimentarse de la vitalidad necesaria para ir sobreviviendo. Esta espada con personalidad propia e inteligente, rúnica y aullante, le acompañará a lo largo del resto de su vida.
El multiverso, Ley y Caos. Muchas de las obras de Moorcock se sitúan en el «multiverso», un complejo nudo de planos o esferas en el que ruge una continua batalla por su dominio por parte de la Ley y el Caos. Elric, elemento fundamental, está entremedio como árbitro de estas fuerzas, la balanza, aunque parcial pues sólo sirve a sus propios intereses, el equilibrio perfecto. Estos intereses, como los de la Ley o el Caos, no se rigen por el concepto clásico del bien y del mal, así como Elric no es el héroe aguerrido y afortunado habitual (El Señor de los Anillos, por ejemplo, es un ejemplo de todo lo contrario).
El mundo de Stormbringer. Los Reinos Jóvenes son un universo medieval y fantástico donde poco a poco va dominando el Caos. Concretamente los Reinos Jóvenes son un conjunto de nuevas naciones surgidas del retroceso del decadente Imperio Melnibonés. Los melniboneses, una raza no humana, se han recluido en Melniboné, un archipiélago de islas entre continentes.

## StormbringeryElric!en España
La primera traducción y publicación de Stormbringer en España fue realizada a partir de la cuarta edición estadounidense, edición traducida y publicada por la editorial barcelonesa Joc Internacional en 1990. La cuarta edición original estadounidense todavía se presentaba en formato de caja, conteniendo cuatro libretos grapados y un mapa de los Reinos Jóvenes. La traducción francesa de esta edición mantuvo el formato de caja conteniendo libretos separados pero la edición en español de Joc Internacional reunió los textos de esos cuatro libretos en un único libro de tapas duras. La portada del libro de Joc Internacional estaba constituida por la ilustración original de Michael Whelan, ya utilizada en la tapa de la caja de la edición estadounidense (aunque posteriormente las cubiertas e ilustraciones interiores de los suplementos publicados por Joc fueron todos firmados por el artista español Das Pastoras). Esta edición de Joc Internacional fue realizada en el año mismo en que su correspondiente estadounidense veía la luz en Estados Unidos (en noviembre de 1990 en el caso de la edición española de Joc Internacional). Siete años más tarde, en 1997, Joc Internacional publicó y tradujo la edición titulada Elric! (de 1993), pero esta vez encuadernada en rústica, con portada de Frank Brunner y sin exclamación en el título (Elric). Cuando Joc Internacional firmó su balance de cierre (en 1998) la editorial madrileña La Factoría de Ideas adquirió los derechos de traducción y de publicación de Stormbringer y de Elric! Su edición del juego, de 2002, fue una traducción de la quinta edición original de Stormbringer, aunque dos puntos la diferenciaban de esta:
1. El título Elric de la edición anterior de Joc Internacional ha sido conservado mientras que la quinta edición estadounidense sigue titulándose Stormbringer, como las cuatro precedentes que han llevado ese título.
2. La versión española de esta edición cuenta además con la inclusión de algunos elementos provenientes del suplemento Dragon Lords of Melniboné, por lo que puede jugarse tanto con el sistema BRP como con el sistema d20.

- Relación de ediciones originales estadounidenses con sus traducciones en castellano:

1981: 1.ª edición de Stormbringer (sin traducción en castellano)
1985: 2.ª edición de Stormbringer (sin traducción en castellano)
1987: 3.ª edición de Stormbringer (sin traducción en castellano)
1990: 4.ª edición de Stormbringer (traducida en castellano por Joc Internacional con el título Stormbringer)
1993: edición Elric! (traducida en castellano por Joc Internacional con el título Elric)
2001: 5.ª edición de Stormbringer (traducida en castellano por La Factoría de Ideas con el título Elric)

## Lista de manuales y suplementos en español

### Joc Internacional
- Stormbringer[3] (manual básico, traducción de la cuarta edición, noviembre de 1990)
  - El canto infernal[4] (mayo de 1991)
  - Demonios y magia[5] (marzo de 1992)
  - El octógono del caos[6] (octubre de 1992)
  - El lobo blanco[7] (noviembre de 1995)
  - Hechiceros de Pan Tang[8] (diciembre de 1996)
  - Pantalla del director de juego[9] (1994)

- Elric[10] (manual básico, traducción de la edición Elric!, octubre de 1997)

### La Factoría de Ideas
- Elric[11] (manual básico, traducción en un único volumen de la quinta edición de Stormbringer y del suplemento Dragon Lords of Melniboné, febrero de 2002)
- Elric (edición de lujo del manual básico, con mismo contenido, mismo ISBN y misma fecha de edición que el anterior)
  - El destino de los necios[12] (mayo de 2002)
  - Pantalla del director de juego[13] (julio de 2002)
  - El grimorio de bronce[14] (noviembre de 2002)
  - El este desconocido, enemigos olvidados del Imperio Brillante[15] (enero de 2003)
  - Atlas de los Reinos Jóvenes vol. I: el continente norte[16] (marzo de 2003)
  - Navegando en los mares del destino[17] (mayo de 2003)
  - Melniboné[18] (abril de 2004)
  - La doncella renegada[19] (septiembre de 2004)
  - Esclavos del destino[20] (enero de 2005)
  - Peligros de los Reinos Jóvenes[21] (noviembre de 2005)